# L'isola del tesoro
L'isola del tesoro (Treasure Island, 1883), di Robert Louis Stevenson, è uno dei più celebri romanzi per ragazzi di tutti i tempi. Pubblicato per la prima volta a puntate nella rivista per ragazzi Young Folks negli anni 1881-1882 con il titolo di Sea Cook, or Treasure Island ("Il cuoco di bordo ovvero l'isola del tesoro"), racconta una storia di "pirati e tesori" e ha certamente contribuito in modo significativo all'immaginario popolare su questi argomenti (a partire dallo stereotipo del pirata nella forma classica in cui appare, ad esempio, in Peter Pan e Pirati dei Caraibi).
Viene generalmente considerato come un romanzo di formazione, ma contiene elementi inusuali; per esempio Long John Silver, utilizzato dall'autore per descrivere la potenziale ambiguità della morale, è un personaggio non completamente buono ma neanche completamente cattivo.

## Storia dell'opera
Treasure Island fu il primo successo di Stevenson, che ne iniziò la stesura a 30 anni. Scrisse i primi capitoli a Braemar, nelle Highlands scozzesi, nel 1881. Stevenson si trovava in un cottage di campagna con altri membri della sua famiglia, fra cui il figliastro Lloyd Osbourne, il quale stava dipingendo ad acquerello la mappa di un'isola. Stevenson vide la mappa e ne fu affascinato, iniziando a battezzare diversi luoghi dell'isola con nomi di fantasia, per poi completare l'opera scrivendo "Isola del Tesoro" in un angolo del dipinto. Fu lo stesso Lloyd a commentare "come sarebbe bello leggere una storia su quest'isola!"
Stevenson completò la mappa e iniziò subito a scrivere, leggendo la sua opera ai familiari man mano che completava i primi capitoli. Ciascuno diede un contributo: Lloyd chiese che nella storia non apparissero donne, il padre di Stevenson diede suggerimenti sui contenuti dello scrigno di Billy Bones e su altre scene. Alcune settimane dopo un amico di Stevenson, Alexander Japp, fece leggere i primi capitoli del romanzo al redattore della rivista Young Folks, che decise di pubblicarne un capitolo alla settimana.
In autunno gli Stevenson tornarono alla loro abitazione di Bristol. Lo stesso Stevenson ebbe un periodo particolarmente acuto di un malessere cronico ai bronchi, che lo costrinse ad abbandonare la scrittura del romanzo alla fine del capitolo 15. La famiglia decise di trasferirsi a Davos, in Svizzera, dove l'aria di montagna contribuì a migliorare le condizioni di Stevenson che riuscì, pur con qualche difficoltà, a completare la stesura del romanzo.
Inizialmente, l'opera di Stevenson (pubblicata fra l'ottobre del 1881 e il gennaio del 1882) non suscitò particolare interesse. Nel 1883 fu ripubblicata in forma di libro, ed ebbe un successo immediato sia di pubblico sia di critica. Si dice che il primo ministro britannico dichiarò di essere rimasto sveglio fino alle due di notte per finire di leggerla. Lo scrittore Henry James la definì "perfetta come un gioco da ragazzi ben giocato". Gerard Manley Hopkins scrisse addirittura che "c'è più genio in una pagina di Stevenson che in un volume di Sir Walter Scott".
Non è possibile sottovalutare il contributo di Treasure Island all'immaginario collettivo. A causa di questo romanzo i pirati furono in seguito costantemente associati a mappe del tesoro (in cui il tesoro è segnato con una "X"), isole tropicali, stampelle o pappagalli portati sulla spalla. La stessa espressione "Isola del Tesoro" è entrata nel linguaggio comune e viene usata anche senza un riferimento consapevole all'opera di Stevenson.
Stevenson ha lasciato molti scritti (soprattutto lettere e saggi) in cui spiega quali furono le sue fonti di ispirazione. L'idea centrale del romanzo nacque, come si è detto, dalla mappa; subentrarono però i ricordi di Stevenson su opere di Daniel Defoe, Edgar Allan Poe, Washington Irving, e soprattutto Charles Kingsley (il romanzo At Last). Il personaggio di Long John Silver era ispirato a un amico di Stevenson, scrittore e editore, di nome W. E. Henley. Altri libri che ricordano passaggi di Treasure Island sono Coral Island di Robert Michael Ballantyne (1871) e The Pirate di Frederick Marryat (1836).
Rider Haggard scrisse Le miniere di re Salomone (1885) perché aveva scommesso col fratello che sarebbe riuscito a scrivere un romanzo migliore de L'isola del tesoro. L'isola del tesoro è uno dei romanzi più famosi tra quelli scritti da Robert Louis Stevenson.

## Trama
(La canzone dei pirati de L'isola del tesoro)

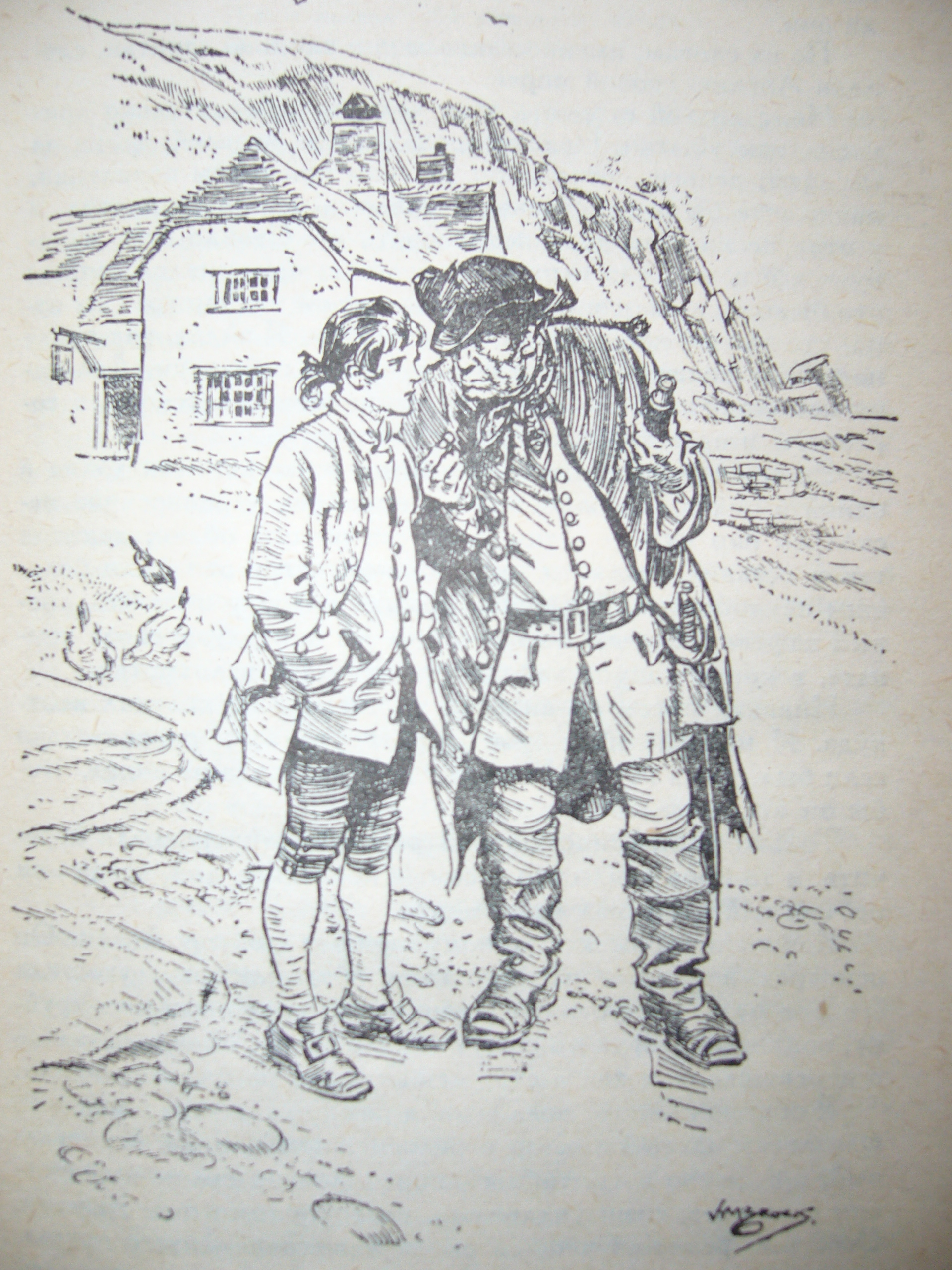
Jim e Billy

Il romanzo è suddiviso in 6 parti per 34 capitoli complessivi: Jim è il narratore in prima persona di tutti, tranne che per i capitoli 16-18 che sono narrati dal dottor Livesey. Il protagonista, nonché voce narrante del romanzo, Jim Hawkins, è un ragazzo che vive con la famiglia in una taverna "Ammiraglio Benbow", affacciata sul mare in un villaggio nei pressi di Bristol. La storia narra le avventure seguite al ritrovamento di una vecchia mappa del tesoro da parte di Jim, nel baule del vecchio marinaio di nome Billy Bones, ospite alla locanda gestita dai suoi genitori.

### Parte prima:Il vecchio bucaniere
Siamo nella cittadina di mare Black Hill Cove, affacciata al canale di Bristol a sudovest dell'Inghilterra, a metà del XVIII secolo; il narratore James, conosciuto meglio col diminutivo di Jim, è il giovane figlio dei proprietari dell'Ammiraglio Benbow, una locanda che s'affaccia al mare. Un giorno, fa la sua comparsa un vecchio marinaio di nome Billy Bones. Il ragazzo rimane subito affascinato dall'uomo, ma ne resta in parte anche terrorizzato essendo egli un violento ubriacone. Le cose iniziano però a precipitare quando, dopo qualche mese dal suo arrivo, un ex compagno di pirateria di Billy di nome Cane Nero si presenta chiedendo sue notizie e parlandogli di un affare privato: l'incontro tra i due finisce in un violento scontro nel quale Billy rimane ferito e Cane Nero si dà alla fuga.
Poco dopo, appare alla locanda anche un uomo cieco che intima a Jim di condurlo da Bones essendo giunto con l'incarico di consegnare al vecchio marinaio un messaggio. Billy riceve il messaggio e scopre che si tratta della "macchia nera", un presagio di condanna a morte, e in tal modo viene colto da un malore che presto si rivela essere un infarto. Mentre Jim si prende cura di lui, Billy gli racconta la sua storia confessandogli d'esser stato uno dei marinai del famigerato pirata conosciuto col nome di capitano Flint; aggiunge inoltre che adesso i suoi vecchi compagni di scorribande stanno tornando per impossessarsi del suo segreto, che conduce al tesoro.
Poco dopo la morte del padre di Jim per una grave malattia, nonostante le costanti cure prodigategli dal dottor Livesey, muore anche Billy: grazie alla chiave che gli hanno trovato appesa al collo, Jim e la madre aprono il baule fino ad allora tenuto sempre sotto una strettissima sorveglianza dal vecchio, e al suo interno rinvengono dei dobloni d'oro. Mentre stanno raccogliendo l'importo loro dovuto per il vitto e alloggio completo dato fino ad allora al marinaio, sentono un gruppo di pirati avvicinarsi e sono costretti a fuggire in fretta e furia e a nascondersi: Jim però riesce a portar via una misteriosa tela cerata raccolta in un pacchettino, di cui diventa subito l'unico custode. Guidati dal cieco, i pirati trovano Billy morto, ma non riescono a rinvenire nessuna mappa del tesoro disegnata da Flint. All'arrivo del dottore con la polizia, i pirati fuggono di gran carriera alla loro nave, ma il cieco muore venendo accidentalmente investito dai cavalli degli ufficiali di Livesey.
Jim mostra il misterioso pacchetto al dottore, che è anche un magistrato importante della regione nonché un gentiluomo, e costui comprende subito trattarsi del dettagliato diario di bordo di Flint, con tutto l'elenco dei saccheggi e dei tesori accumulati dal pirata, assieme alla mappa di un'isola con indicata l'ubicazione del leggendario tesoro. Decidono così di rivolgersi al conte, il Signor Trelawney, per ottenere una nave a vela; a Bristol lasciano a Trelawney il compito di occuparsi dell'acquisto della goletta, a cui danno il nome di Hispaniola; Livesey consiglia però caldamente di tacere il loro vero obiettivo ad altre persone.

### Parte seconda:Il cuoco di bordo
Nel formare la ciurma per il viaggio, Trelawney sceglie ignaramente anche alcuni vecchi soci di Flint, fra cui Long John Silver, un uomo molto popolare e temuto da tutti, che cammina appoggiato a una stampella perché gli manca una gamba; John viene arruolato come cuoco di bordo, ma in realtà è anch'egli un pirata, ed è intenzionato a impadronirsi della nave e poi del tesoro. Dopo aver assegnato al capitano Smollett il comando della nave, s'inizia a cercar d'assumere una ciurma, che si trova grazie all'aiuto di Silver, proprietario di una taverna. Jim giunge a Bristol, entra nella taverna il Cannocchiale e fa la conoscenza di Silver; gli sembra però di scorgere seduto in disparte anche Cane Nero, il quale, appena si vede riconosciuto, scappa via. Nonostante le gravi perplessità di Smollett nei riguardi della missione, di cui non si preoccupa di rendere partecipi anche il dottore e il cavaliere, l'equipaggio viene raccolto al completo da Silver, e l'Hispaniola salpa alla volta dei Caraibi.
Iniziato il viaggio in mare, che prosegue senza alcun grave intoppo grazie anche ai venti favorevoli, Jim fa conoscenza un po' più approfonditamente sia di Silver, che si porta appresso ovunque sulla nave, sia dei suoi compari. Un giorno, Jim entra nel barile delle mele quasi vuoto per prendersene una, ma ascolta per caso il discorso truffaldino di Silver con alcuni dei membri dell'equipaggio, nella quale viene corrotto uno degli ultimi marinai onesti. Stanno difatti preparando un piano: viene fuori che Silver era infatti il quartiermastro di Flint, e ora, dopo aver scippato il tesoro, ha intenzione di far assassinare gli ufficiali di bordo. Scoperti i loschi piani dei marinai, il ragazzo corre a raccontare tutto ai compagni. Saputo del tentativo di ammutinamento, il capitano Smollett decide di liberarsi di Silver e dei suoi soci concedendo loro di sbarcare sull'isola per riposarsi, con la recondita intenzione di abbandonarli.

### Parte terza:La mia avventura a terra
Giunti in vista dell'isola, Silver e i suoi uomini chiedono immediatamente di poter sbarcare, avendo deciso di rinviare ogni rivolta fino a quando il tesoro non si sia trovato al sicuro a bordo. Il desiderio viene loro subito concesso, ma Jim, senza avvertire nessuno, scende anch'egli a terra assieme ai pirati a bordo delle scialuppe, salvo poi fuggire da loro non appena giunti a terra. Nascosto tra la boscaglia, Jim assiste all'omicidio di Tom, uno dei pochi membri dell'equipaggio rimasti fedeli a Smollett, da parte di Silver, che lo atterra colpendolo alla schiena con la sua gruccia e lo finisce accoltellato.
Addentrandosi nell'isola il più lontano possibile da Silver, Jim incontra uno strano individuo che dice di chiamarsi Ben Gunn; egli è un ex sottoposto di Flint il quale aveva incautamente rivelato ad alcuni marinai che sull'isola c'era un tesoro (che però non fu trovato) e per questo fu abbandonato lì tre anni prima dall'equipaggio della sua nave. L'uomo gli rivela l'esistenza di una piroga costruita da lui stesso e tenuta celata nei pressi della riva.

### Parte quarta:Il fortino
Nel frattempo, Trelawney, Livesey, Smollett e i membri dell'equipaggio rimasti fedeli ai gentiluomini inglesi sbarcano a terra e s'insediano nel vecchio fortino di Flint. Riescono con facilità a sorprendere e sopraffare i pochi pirati rimasti a bordo dell'Hispaniola, quindi si dirigono a terra in direzione di un recinto fortificato e abbandonato, dove subiscono il primo attacco da parte dei pirati, a cui riescono però coraggiosamente a resistere.
Jim raggiunge i difensori e racconta loro dell'incontro avvenuto con Gunn. Poco dopo, Silver si presenta al fortino con in mano una bandiera bianca; chiede una tregua cercando allo stesso tempo di negoziare la resa di Smollett e dei suoi, ma quest'ultimo lo ignora completamente finendo per farlo infuriare. Gli ammutinati tentano quindi nuovamente di dare l'assalto al fortino; dopo una furibonda battaglia, con perdite da entrambe le parti, i gentiluomini inglesi riescono ancora una volta a farli allontanare precipitosamente dalla palizzata.

### Parte quinta:La mia avventura in mare
Ansioso di partecipare all'azione, durante la notte, Jim sguscia fuori dal fortino, prende la piroga di Ben Gunn e, remando con precauzione, si avvicina all'Hispaniola assistito dal buio fitto, quindi riesce a tagliare la corda d'ancoraggio della nave, facendola così andare ad arenarsi alla deriva e mettendola fuori dalla portata dei pirati rimasti a terra. Appena spuntata l'alba, Jim riesce ad avvicinarsi alla goletta e a salire finalmente a bordo. Dei due pirati rimasti a guardia a bordo della goletta, l'unico rimasto in vita è il timoniere Israel Hands, che in un accesso di furia dovuto all'ubriachezza ha assassinato il suo compare, ma anche lui è rimasto gravemente ferito nella rissa. Jim abbassa la bandiera dei pirati, il Jolly Roger, e la getta in mare, quindi va a soccorrere Hands; questi accetta di aiutare il ragazzo a portar la goletta al sicuro in direzione della spiaggia in cambio di cure mediche e soprattutto di brandy, ma una volta che la nave si è avvicinata a riva il pirata tenta di uccidere Jim. Il ragazzo riesce a sfuggirgli dalle mani salendo sul sartiame, e nel momento in cui il nostromo sta per lanciargli contro un coltellaccio prende la mira e spara.
Dopo essere riuscito a far spiaggiare al sicuro la goletta, Jim attende il tramonto per tornare verso il fortino. Scavalcata la palizzata e intrufolatosi al suo interno circondato dal buio, capisce che esso è stato occupato dai pirati solo quando è oramai troppo tardi: ode infatti la voce del pappagallo di Silver, e trova quest'ultimo sorridente.

### Parte sesta:Il capitano Silver
Silver afferma che i compagni di Jim gli hanno ceduto i viveri, le armi e anche la mappa del tesoro, visto che loro non ne avevano più bisogno dato che esso era stato già trovato e messo in salvo da Ben Gunn. Ignorando le richieste dei suoi sottoposti che esigono senza esitazione che Jim venga ucciso o solo torturato per ottenere informazioni, Silver accetta che il ragazzo venga fatto prigioniero ma che non venga toccato, dato che lo considera giustamente un bravo ragazzo. Questa scelta mette in dubbio la sua capacità di comando, e George Merry e gli altri pirati rivali di Silver consegnano all'uomo con una gamba sola la macchia nera, intenzionati come sono a destituirlo dalla carica di capitano. L'eloquente risposta di Silver li costringe però a ricredersi: riesce a terrorizzarli rimproverandoli d'aver strappato una pagina dalla Sacra Bibbia e avere in tal modo commesso sacrilegio, e rivela loro d'aver ottenuto la mappa del tesoro da Livesey. Ripristinata la fiducia dell'intera squadra, Silver obbliga Jim a promettergli di ricordarsi d'averlo protetto dagli altri pirati e di restituirgli casomai il favore giurando di difenderlo, se ne avesse avuto l'occasione, davanti al tribunale per salvarlo dalla forca. Il dottore viene quindi chiamato per far curare un ferito; questi incita poi il ragazzo a scappare, ma questi rifiuta di tradire la parola data a Silver.
Il giorno seguente, di prima mattina, tutti assieme partono in direzione dell'interno: Silver ordina di incamminarsi verso il punto in cui sembra esser nascosto il tesoro. Inoltratisi sempre più nel fitto della boscaglia, i superstiziosi pirati iniziano a essere spaventati da Ben Gunn che, appollaiato in cima agli alberi e saltando senza farsi notare di ramo in ramo, imita la voce spettrale di Flint che cerca di dissuaderli dal continuare nella loro ricerca, che si trasforma così molto presto, per quel che sembra ai pirati, in un'aggressione da parte dei fantasmi. Silver riesce comunque a farli andare avanti ma, appena giunti sul luogo segnato dalla mappa, scoprono che le casse del tesoro sono già state tutte recuperate. A quel punto solo l'intervento della compagnia di Jim riesce a salvare il ragazzo e Silver da una fine certa. Dopo aver disperso i pirati inferociti, Silver si arrende a Livesey promettendo di tornare a compiere il suo dovere di cuoco.
Giunti nella grotta di Ben Gunn, dopo esserselo equamente suddiviso, Silver, Jim e gli altri caricano il tesoro a bordo dell'Hispaniola e salpano in direzione dell'Inghilterra, lasciando i pirati ribelli sopravvissuti abbandonati sull'isola assieme a un po' di provviste e di polvere da sparo. Durante il viaggio di ritorno, si fermano in un golfo per assoldare degli uomini come equipaggio, ma al momento di ripartire scoprono che Silver è scappato a bordo di un canotto con una piccola parte del tesoro (qualche centinaio di ghinee) per paura di essere imprigionato e fatto impiccare una volta giunto a destinazione.

## Personaggi
I personaggi del romanzo non sono, quasi in nessun caso, caratterizzati in modo semplicistico.

### Protagonisti
Jim Hawkins
Jim Hawkins, voce narrante del romanzo, è il figlio dei proprietari della locanda inglese "Ammiraglio Benbow"; insieme alla madre trova la mappa del tesoro del capitano Flint e successivamente s'imbarca sulla nave del capitano Smollett, partecipando così alle peripezie di questo e alla battaglia contro i pirati di Long John Silver. Jim ha spesso atteggiamenti che risultano imperscrutabili o imprevedibili, che egli si limita a riportare senza chiarirne le motivazioni o i sentimenti che li accompagnano. Alla fine del romanzo sostiene di non voler tornare più sull'Isola del tesoro, senza peraltro spiegarne i motivi. La sua personalità è certamente complessa e subisce un'evoluzione evidente nel corso del romanzo superando molte prove di maturità. Nonostante qualche ingenuità infantile, Jim è sveglio ed è un narratore modesto, che non si vanta mai del suo notevole coraggio ed eroismo che mostra costantemente, ma a volte è anche impulsivo e impetuoso. Mostra una sensibilità e una saggezza crescenti man mano che il viaggio procede.
Billy Bones
Vecchio marinaio che soggiorna, all'inizio della storia, presso la locanda gestita dalla famiglia di Jim. Malato e debilitato nel fisico, è preso da forti scoppi d'ira quand'è ubriaco, cioè quasi ogni giorno; l'unico con cui sembra riuscir a parlare in modo un po' benevolo è proprio Jim. È in possesso della mappa che mostra la posizione del tesoro nascosto dal capitano Flint.
Dottor David Livesey
Il dottor David Livesey [ˈlɪvsi] è un personaggio che compare fin dalla prima pagina del romanzo. Medico e magistrato, viene descritto come un uomo nobile che aiuta sempre Jim e i suoi compagni fedeli nelle avversità del racconto, dimostrando buon senso e razionalità ed è imparziale. Non esita mai a esprimere apertamente le sue opinioni. Sin dall'inizio è contro il capitano Billy Bones, il quale lo ricambia costantemente.
Long John Silver
Long John Silver è il vero antagonista di Jim, e anche il più approfonditamente sviluppato. Anche la sua personalità è in parte oscura, e i suoi atteggiamenti possono apparire contraddittori. È ingannevole, meschino e avido, ma anche carismatico e la sua forza fisica e mentale sono impressionanti. È gentile con Jim e sembra sinceramente affezionato a lui. È l'unico personaggio, inoltre, del quale Stevenson ci fornisca informazioni sull'età, l'aspetto fisico e la sua storia, e quindi anche l'unico che sembra aver un futuro al di fuori del romanzo.
Capitano Alexander Smollett
Alexander Smollett è il capitano dell'Hispaniola, si mostra presto molto corretto ed esatto nei suoi giudizi; eccelle nei compiti affidatigli e dimostra sempre costanza e determinatezza. Prende spesso in mano la situazione in modo molto efficiente.
Cavalier John Trelawney
John Trelawney [trɪˈlɔːni] è un ricco proprietario terriero che finanzia l'intera spedizione. Pur mostrando doti di leadership è un tipo abbastanza ingenuo che rivela subito a tutti il vero scopo del viaggio; riesce a mantenere un perfetto sangue freddo per tutta l'avventura.
Capitano Flint
Spietato pirata che nasconde il proprio favoloso tesoro, frutto di innumerevoli arrembaggi e scorrerie, su un'isola sperduta. Sbarcato su di essa con altri pirati della sua ciurma, torna alla nave, ormeggiata nei paraggi, solo. Il ritrovamento della mappa, unico indizio lasciato dal pirata circa il nascondiglio del leggendario tesoro, costituisce il nucleo narrativo del libro.
Nel romanzo non compare come personaggio attivo: la sua personalità e la sua storia sono tratteggiate dalle parole dei suoi ex compagni di bordo, in particolare il cuoco e pirata Long John Silver, che possiede tra l'altro un pappagallo, di specie non espressamente dichiarata nel libro, il cui nome riecheggia quello del crudele pirata.
Ben Gunn
Un ex membro della ciurma di Flint, è divenuto mezzo folle dopo esser stato abbandonato per tre anni da solo sull'isola.

### Personaggi secondari
Pew [pjuː]
Mendicante cieco malvagio che viene calpestato a morte dai cavalli degli ufficiali di Livesey.
Mr. Arrow
Primo ufficiale dell'Hispaniola. Muore poco dopo l'inizio del viaggio dell'Hispaniola, probabilmente ucciso da Silver.
Cane Nero
Un tempo era stato membro della ciurma di Flint. Tenta di imbarcarsi sull'Hispaniola, ma viene riconosciuto da Jim e costretto a fuggire.
Israel Hands
Timoniere ed ex cannoniere di Flint. Viene ucciso da Jim sull'Hispaniola.
Il signor Hawkins
Padre di Jim che muore dopo lo scontro tra Billy Bones e Cane Nero.
La signora Hawkins
Madre di Jim. È una donna onesta, che si rifiuta di rubare anche in circostanze di emergenza.
Morgan
Ex pirata della vecchia ciurma di Flint; finisce abbandonato sull'isola.
Tom
Uno dei marinai onesti, viene ucciso da Silver dopo aver rifiutato di unirsi a lui.
Dick
Mozzo fedele e timoroso della Bibbia.
Abraham Gray
Secondo carpentiere della Hispaniola, uno dei pochi membri dell'equipaggio a restare fedele a Smollett.
George Merry
Ex pirata della ciurma di Flint, mira a spodestare Silver dal ruolo di capitano, viene ucciso da quest'ultimo
John Hunter, Riccardo Joyce, Tomaso Redruth
Servi del cavaliere Trelawney. Redruth, l'anziano guardiacaccia, muore ucciso da un colpo di pistola esploso da uno degli uomini di Silver. Hunter, più giovane, viene duramente colpito durante l'assalto al fortino e cade in coma, per poi morire durante la notte seguente. Joyce, infine, il fedele maggiordomo, muore con un colpo in testa sempre durante l'attacco al forte.

## Critica
- Al pappagallo di cucina, sulla nave che porta i pirati verso l'isola del tesoro, io gli ho voluto più bene che se fosse stato il pappagallo di casa mia; molti anni prima di sapere che c'erano stati anche i pappagalli di Daniel Defoe, e che cotesto, probabilmente, veniva da quella famiglia di pappagalli. E son sicuro d'aver sgranato gli occhi come un bambino, quando in Treasure Island la nave deserta viene bordeggiando sul risucchio come la più indubitabile e pazza delle apparizioni. (Emilio Cecchi)
- Soprattutto c'era in questa storia il sapore oceanico, un esotismo fantastico più vero della realtà, per cui quell'isola non segnata su nessuna carta è più viva nei suoi ancoraggi miasmatici di qualsiasi isola del Pacifico geograficamente registrata, e quella goletta della morte naviga più stretta al vento di tutti i velieri debitamente registrati. (Piero Jahier)
- Mai un libro fu scritto con ritmo insieme così rapido e così trattenuto, come la corsa dell'Hispaniola verso l'isola invisibile. Ogni parola manda un suono doppio. Viviamo con freschezza e intensità giovanile negli spazi immacolati dell'avventura: nell'assoluta realtà, dove le navi solcano i mari lasciando un segno di spuma nelle onde, dove il sangue versato macchia il suolo, dove si scava la terra per nascondere i tesori. Ma, al tempo stesso, non ci abbandona mai un sottilissimo e delicatissimo profumo di ironia, perché non abitiamo nella realtà ma nello spazio fittizio di un libro nel quale le cose più inverosimili accadono naturalmente; e le navi non lasciano segni nelle onde, il sangue bagna la terra di inchiostro, i tesori non hanno bisogno di luogo. (Pietro Citati)
- Se devo scegliere un libro, il libro, scelgo senz'altro L'Isola del Tesoro, di Robert Louis Stevenson. Perché è pieno di vento, di immaginazione, di avventura, d'infanzia. (Antonio Tabucchi)
- E realismo magico è questo di Robert Stevenson. Tutto è strano, inaspettato, sorprendente ciò che accade lì dentro; eppure logico, naturale, necessario. (Angiolo Silvio Novaro)
- Un'opera solare, sommamente giovanile: il tesoro non è che un pretesto, e non ha poi molta importanza: quel che conta è la gioia di essere vivi […] poema della vitalità, tenero e sempre d'una esattezza, d'una lucidità allucinante: ma senza paura, e senza istrionismo. (Giorgio Manganelli)
- La mia lettura dell'Isola del tesoro è meno solare: penso soprattutto al suo côté nero, a personaggi genuinamente spaventosi come Pew il cieco o Cane Nero con il suo angosciante Bollo Nero, al duello mortale fra Jim e Jordan Hands, alla bestialità di Ben Gunn, alla stessa ambiguità di Silver, a quella lugubre canzone Quindici uomini sulla cassa del morto, alla rievocazione del terribile capitano Flint, quasi un morto vivente con le guance blu… (Michele Mari)
- Fortunate sopra tutte son quelle opere, che riescono a diventar popolari, a diventare "letture per la gioventù" e nello stesso tempo, ma per altre ragioni, entusiasmano i buongustai dello stile ed i cercatori di euritmia strutturale. In questi libri ognuno trova il fatto suo. "L'isola" si può leggere tanto come un Salgari di 1ª classe, quanto come un'opera d'arte finissima. C'è in Stevenson, e non solo in questo libro, qualcosa di mozartiano: un'apparente facilità e limpidezza di vena, e temi semplicissimi portati ad un'eternità cristallina. (Piero Gadda Conti)

## Nei media
L'isola del tesoro è una delle opere dell'intera storia della letteratura che vantano il maggior numero di adattamenti. Fin dall'Ottocento fu adattata per il teatro, dove continua a essere frequentemente riproposta fino a oggi (famose restano le riprese annuali negli anni 1960 al Mermaid Theatre di Londra con Bernard Miles).
Dal 1912 sono state realizzate oltre cinquanta versioni cinematografiche dell'opera.
Orson Welles, nel luglio 1938, adattò il romanzo per la radio.
L'Isola del Tesoro è anche un'opera lirica in tre atti scritta nel 1956-58 dal M° Vieri Tosatti (1920-1999). Libretto dell'Autore, che segue fedelmente le vicende del romanzo. Prima esecuzione assoluta: RAI Roma, 22 giugno 1958. Prima rappresentazione teatrale: Bologna, Teatro Comunale, 20 novembre 1958.
In Italia, la RAI ne fece uno sceneggiato televisivo di successo nel 1959 e uno di ambientazione fantascientifica nel 1987 per la regia di Antonio Margheriti, prodotto con larghi mezzi e un cast internazionale, da cui fu tratta una riduzione cinematografica distribuita all'estero.
Tra i numerosi adattamenti a fumetti de L'isola del tesoro vi è la riduzione a fumetti di Mino Milani e Hugo Pratt pubblicata nel 1962 sul Corriere dei Piccoli.
La storia di Stevenson è stata ripresa anche dagli anime giapponesi; una versione dal titolo omonimo fu proposta da Osamu Dezaki nel 1978.
Le vicende hanno ispirato il brano Treasure Island, contenuto nel LP Pile of Skulls (1992) del gruppo heavy metal tedesco Running Wild.
Nel 1994 la Fininvest (attuale Mediaset) realizza in collaborazione con Paolo Bonolis e Daniele Demma una parodia musicale in onda su Canale 5 con protagonista Deborah Morese (nel ruolo di Jim). Nel cast Alessandro Gobbi (già co conduttore di Bim bum bam), Amerigo Caffo e molti attori esordienti. Regia di Stefano Vicario.
Anche gli adattamenti per la televisione sono innumerevoli; la sola BBC ne ha realizzato, in diverse epoche, almeno tre. Tra le trasposizioni più originali, I Muppet nell'isola del tesoro, diretto da Brian Henson nel 1996, è parodia del romanzo con protagonisti i pupazzi inventati da Jim Henson e attori umani.
Dal 2014 al 2017, i personaggi de L'Isola del Tesoro (tra cui il capitano Flint, John Silver, Billy Bones, Israel Hands e Ben Gunn) compaiono, intrecciando le loro vicende con quelle di fatti e personaggi storici dell'epoca d'oro della pirateria, nella serie televisiva Black Sails che, idealmente, racconta gli antefatti del romanzo, in particolare come Flint abbia messo insieme il suo favoloso tesoro.

### Lista dei principali adattamenti
| Anno | Media            | Titolo | Interpreti principali |
| ---- | ---------------- | --- | --- |
| 1908 | cinema           | The Story of Treasure Island, film muto (USA, 1908), diretto da J. Stuart Blackton | |
| 1912 | cinema           | Treasure Island, film muto (USA, 1912), diretto da J. Searle Dawley - Secondo le convenzioni teatrali dell'epoca, il personaggio (maschile) di "Jim Hawkins" è interpretato da una giovane attrice.                                                                    | Addison Rothermel (Jim Hawkins), Ben F. Wilson (Long John Silver), Charles Ogle (Billy Bones) |
| 1913 | cinema           | Treasure Island, film muto (USA, 1913), diretto da William V. Ranous | William V. Ranous ("Long John Silver") |
| 1918 | cinema           | Treasure Island, film muto (USA, 1918), diretto da Chester M. Franklin e Sidney Franklin - La storia è interpretata da un cast composto interamente di attori bambini.                                                                                                 | Francis Carpenter ("Jim Hawkins"), Violet Radcliffe ("Long John Silver"), Buddy Messinger ("Capt. Smolett"), Lloyd Perl ("Black Dog")                                                                 |
| 1920 | cinema           | L'isola del tesoro, film muto (USA, 1920) - Anche qui il personaggio (maschile) di "Jim Hawkins" è interpretato da una giovane attrice. | Shirley Mason (Jim Hawkins), Charles Ogle (Long John Silver), Al W. Filson (Billy Bones), Charles Hill Mailes (Dr. Livesey), Harry Holden (Capt. Smollett), Sydney Deane (Trelawney)                  |
| 1934 | cinema           | L'isola del tesoro, film (USA, 1934), diretto da Victor Fleming - Il film si incentra sul rapporto tra Jim Hawkins e Long John Silver, interpretati rispettivamente da Jackie Cooper e Wallace Beery, che già tanto successo avevano riscosso in coppia in altri film. | Jackie Cooper (Jim Hawkins), Wallace Beery (Long John Silver), Lionel Barrymore (Billy Bones), Otto Kruger (Dr. Livesey), Lewis Stone (Capt. Smollett), Nigel Bruce (Trelawney)                       |
| 1937 | televisione      | L'isola del tesoro, film TV (USA, 1937) - Primo adattamento televisivo dell'opera, prodotto dalla BBC, per la serie Theatre Parade. | Malcolm Keen ("Long John Silver") |
| 1938 | cinema (musical) | L'isola del tesoro (Ostrov sokrovishch), film (URSS, 1938), diretto da Vladimir Vaynshtok - Libero adattamento musicale del romanzo, prodotto in Unione Sovietica. | Klavdiya Pugachyova ("Jim Hawkins"), Osip Abdulov ("Long John Silver"), Anatoliy Bykov ("Captain Smollett"), Nikolay Cherkasov ("Billy Bones")                                                        |
| 1938 | radio            | Treasure Island, radiodramma (USA, 1938), diretto da Orson Welles per la serie The Mercury Theatre on the Air, trasmesso il 18 luglio 1938 | Arthur Anderson ("Jim Hawkins") |
| 1950 | cinema           | L'isola del tesoro, film della Disney (USA, 1950), diretto da Byron Haskin - Bobby Driscoll e Robert Newton formano un'altra coppia di grande successo. Il film fu riedito nel 1955 per la televisione in due episodi.                                                 | Bobby Driscoll (Jim Hawkins), Robert Newton (Long John Silver), Finlay Currie (Billy Bones), Denis O'Dea (Dr. Livesey), Basil Sydney (Capt. Smollett), Walter Fitzgerald (Trelawney)                  |
| 1951 | televisione      | L'isola del tesoro, miniserie televisiva in 8 episodi (GB, 1951), diretta da Joy Harington - Secondo adattamento televisivo della BBC. | John Quayle ("Jim Hawkins"), Bernard Miles ("Long John Silver"), Derek Birch ("Captain Smollett") |
| 1952 | televisione      | L'isola del tesoro, film TV (USA, 1952), diretto da Franklin J. Schaffner - Primo adattamento televisivo americano dell'opera, prodotto dalla CBS, per la serie Studio One in Hollywood.                                                                               | Peter Avarmo ("Jim Hawkins"), Francis L. Sullivan ("Long John Silver"), Albert Dekker ("Billy Bones")                                                                                                 |
| 1954 | cinema           | Il ciclone dei Caraibi, film (Australia, 1954), diretto da Byron Haskin - Robert Newton ripropone il proprio personaggio, questa volta in coppia con Kit Taylor | Kit Taylor (Jim Hawkins), Robert Newton (Long John Silver) |
| 1955 | televisione      | The Adventures of Long John Silver, serie televisiva (Australia, 1955-57), diretto da Byron Haskin e Lee Sholem - Il successo della coppia Taylor-Newton si ripropone in una serie televisiva.                                                                         | Kit Taylor (Jim Hawkins), Robert Newton (Long John Silver) |
| 1957 | televisione      | L'isola del tesoro, miniserie televisiva in 7 episodi (GB, 1957), diretta da Joy Harington - Terzo adattamento televisivo della BBC. | Richard Palmer ("Jim Hawkins"), Bernard Miles ("Long John Silver"), Derek Birch ("Captain Smollett")                                                                                                  |
| 1959 | televisione      | L'isola del tesoro, miniserie televisiva in 5 puntate (Italia, 1959), diretta da Anton Giulio Majano - Primo sceneggiato prodotto dalla RAI. | Alvaro Piccardi (Jim Hawkins) |
| 1960 | televisione      | L'isola del tesoro, film TV (USA, 1960), diretto da Daniel Petrie - Nuovo adattamento televisivo americano dell'opera, prodotto dalla CBS, per la serie The DuPont Show of the Month.                                                                                  | Richard O'Sullivan ("Jim Hawkins"), Hugh Griffith ("Long John Silver"), Barry Morse ("Captain Smollett"), Boris Karloff ("Billy Bones")                                                               |
| 1972 | cinema           | L'isola del tesoro, film (Italia-GB, 1972), diretto da Andrea Bianchi e John Hough | Kim Burfield (Jim Hawkins), Orson Welles (Long John Silver), Lionel Stander (Billy Bones), Ángel del Pozo (Dr. Livesey), Rik Battaglia (Capt. Smollett), Walter Slezak (Trelawney)                    |
| 1977 | televisione      | L'isola del tesoro, miniserie TV in 4 episodi (GB, 1977), diretta da Michael E. Briant | Ashley Knight (Jim Hawkins) |
| 1978 | televisione      | L'isola del tesoro, serie televisiva d'animazione in 26 episodi (Giappone, 1978), diretta da Osamu Dezaki | Mari Shimizu (ragazzo) & Kiyotaka Mitsugi (adulto) [voci] (ed.it. Giuppy Izzo) (Jim Hawkins) |
| 1982 | televisione      | L'isola del tesoro, film televisivo (GB, 1982), diretto da Dave Heather | Piers Eady (Jim Hawkins), Bernard Miles ("Long John Silver"), Christopher Cazenove ("Captain Smollett"), Norman Rossington ("Billy Bones")                                                            |
| 1985 | cinema           | L'isola del tesoro, film (GB, 1985), diretto da Raoul Ruiz - Trasposizione della vicenda in epoca moderna, liberamente ispirata al racconto di Stevenson. | Melvil Poupaud (Jim Hawkins), Vic Tayback (Long John Silver), Lou Castel (Dr. Livesey), Jeffrey Kime (Trelawney)                                                                                      |
| 1987 | televisione      | L'isola del tesoro, miniserie televisiva in 5 puntate (Italia, 1987), diretta da Antonio Margheriti - Secondo sceneggiato prodotto dalla RAI, stavolta di ambientazione fantascientifica. Distribuito anche in riduzione cinematografica.                              | Itaco Nardulli (Gimmi Hawkins), Anthony Quinn (Long John Silver), David Warbeck (dottor Livesey), Cap. Billy 'Bill' Bones (Ernest Borgnine), Cap. Smollett (Klaus Löwitsch)                           |
| 1988 | televisione      | Ostrov sokrovišč, film di animazione per la televisione (URSS, 1988), diretto da David Čerkasskij. | |
| 1990 | televisione      | L'isola del tesoro, film (USA-GB 1990), diretto dal Fraser Clarke Heston | Christian Bale (Jim Hawkins), Charlton Heston (Long John Silver), Oliver Reed (Billy Bones), Julian Glover (Dr. Livesey), Clive Wood (Capt. Smollett), Richard Johnson (Trelawney)                    |
| 1993 | televisione      | The Legends of Treasure Island, serie TV d'animazione in 26 episodi (UK, 1993), prodotta da Dino Athannassiou e Film Fair - Liberamente ispirata al romanzo, con l'aggiunta di elementi fantastici.                                                                    | Dawn French (1ª stagione) & John Hasler (2ª stagione) [voci] (Jim Hawkins) |
| 1996 | cinema           | I Muppet nell'isola del tesoro (Muppet Treasure Island), film (USA, 1996), diretto da Brian Henson - Alcuni dei personaggi sono rappresentati da pupazzi che interagiscono con gli attori.                                                                             | Kevin Bishop ("Jim Hawkins"), Tim Curry ("Long John Silver"), Billy Connolly ("Billy Bones") |
| 1999 | cinema           | L'isola del tesoro, film (GB-Canada, 1999), diretto da Peter Rowe | Kevin Zegers (Jim Hawkins), Jack Palance (Long John Silver), Patrick Bergin (Billy Bones), David Robb (Dr. Livesey), Malcolm Stoddard (Capt. Smollett), Christopher Benjamin (Trelawney)              |
| 2002 | cinema           | Il pianeta del tesoro (Treasure Planet), film d'animazione della Disney (USA, 2002), diretto da Ron Clements e John Musker - Conferisce alla storia un'ambientazione fantascientifica.                                                                                 | Joseph Gordon-Levitt [voce] (ed.it. Emiliano Coltorti) (Jim Hawkins) |
| 2006 | cinema           | Pirates of Treasure Island, B-movie (2006), prodotto da The Asylum | |
| 2007 | televisione      | L'isola del tesoro (Die Schatzinsel), film (Germania, 2007), diretto da Hansjörg Thurn | François Goeske (Jim Hawkins), Tobias Moretti (Long John Silver), Christian Redl (Billy Bones), Aleksandar Jovanović (Dr. Livesey), Jürgen Schornagel (Capt. Smollett), Christian Tramitz (Trelawney) |
| 2012 | televisione      | L'isola del tesoro (Treasure Island), film TV (Irlanda-GB, 2012), diretto da Steve Barron | Toby Regbo (Jim Hawkins), Eddie Izzard (Long John Silver), David Harewood (Billy Bones), Daniel Mays (Dr. Livesey), Philip Glenister (Capt. Smollett), Rupert Penry-Jones (Trelawney)                 |
| 2014 | televisione      | Black Sails, serie TV (USA, 2014-2017), diretta da Steve Boyum et al. - Un prequel degli eventi narrati nel romanzo di Stevenson con alcuni dei suoi personaggi 20 anni più giovani.                                                                                   | Luke Arnold ("Long John Silver"), Tom Hopper ("Billy Bones") |
| 2015 | televisione      | L'isola del tesoro, serie TV d'animazione (Italia, 2015), diretto da Giuseppe Maurizio Laganà - Liberamente ispirata al romanzo, con l'aggiunta di elementi fantastici.                                                                                                | Arturo Valli (ragazzo) & Daniele Raffaeli (adulto) [voci] (Jim Hawkins) |

## Ipotetica collocazione dell'isola
A più riprese sono circolate voci (sempre smentite da Robert Louis Stevenson e dalla famiglia) secondo cui l'Isola del tesoro non sarebbe un luogo di fantasia, ma un'isola reale (con un reale tesoro). Secondo una di queste voci, per esempio, Stevenson avrebbe appreso dell'isola da un vecchio zio, marinaio, e l'isola si troverebbe nelle Isole Vergini britanniche e corrisponderebbe all'attuale Norman Island. Altri sostengono che Stevenson abbia tratto ispirazione da uno degli isolotti dei Queen Street Gardens di Edimburgo, dove lo scrittore aveva soggiornato a lungo durante la propria vita.

## Edizioni italiane
- R. L. Stevenson, L'isola del tesoro, traduzione di Pietro Battaini, illustrazioni di Giorgio Roux, Milano, Fratelli Treves, 1886, SBN CUB0618420.
- L'isola del tesoro, traduzione di Angiolo Silvio Novaro, Milano, Mondadori, 1932. - illustrazioni di Paul Durand, Mondadori, 1971; in: Romanzi, racconti e saggi, Collana I Meridiani, Mondadori, 1982; a cura di Maria Grazia Cerruti, Santarcangelo di Romagna, Opportunity Book, 1995; Introduzione di Emma Latley, con un saggio di Henry James, Collana Oscar Classici n.520, Mondadori, 2001; Introd. di Gianluigi Melega, Roma, Newton Compton, 1994-2025; Prìncipi & Principi, 2012; trad. riveduta e aggiornata, Newton Compton, 2015; a cura di Dario Pontuale, Roma, Nutrimenti, 2019; Barbara Di Fiore, 20129; Orecchio Acerbo, 2021; Intra, 2021.
- L'isola del tesoro, traduzione di Alberto Tedeschi, Sesto San Giovanni (Mi), Casa per edizioni popolari, 1934. - Milano, Mursia, 1963-1993.
- L'isola del tesoro, traduzione di Amilcare Locatelli, Torino, Società Editrice Internazionale (SEI), 1937, ISBN 978-88-0502-088-1. - a cura di Cecilia Torregrossa, SEI, 1990, 1991.
- L'isola del tesoro, traduzione di Piero Jahier, Torino, Einaudi, 1943. - illustrato da Marantonio, Bologna, Ponte Nuovo Editrice, 1975.
- L'isola del tesoro, traduzione di Giorgia Gherardi Mochi, Firenze, Vallecchi, 1947.
- L'isola del tesoro, in: Romanzi e racconti, traduzione di Aldo Camerino, a cura di Emilio Cecchi, Roma, Gherardo Casini, 1950. - Firenze, Sansoni, 1973.
- L'isola del tesoro, traduzione di Aurelia Nutini, illustrazioni di U. Fontana, Firenze, Marzocco, 1951. - Giunti-Bemporad-Marzocco, 1971.
- L'isola del tesoro, collana Giovinezza n.2, traduzione di Rinaldo Manfredi, ill.ni di G. Zamperoni, Milano, Boschi, 1953.
- L'isola del tesoro, traduzione di Bianca Maria Talice, Collana BUR, Milano, Rizzoli, 1956. - a cura di Marisa Jacotto Semeraro, Brescia, La Scuola, 1967; illustrazioni di Wal Paget (per l'edizione del 1909), Introduzione di Giorgio Manganelli, BUR, Rizzoli, 1980-2017; Milano, Fabbri Editori, 1991, 1994-2007; Postfazione di Antonio Faeti, Fabbri Editori, 2003.
- L'isola del tesoro, traduzione di Corrado Alvaro e Laura Babini, Collana Scrittori italiani e stranieri n.13, Bologna, CELI, 1956.
- L'isola del tesoro, traduzione di R. Banti, Firenze, Salani, 1959.
- L'isola del tesoro, traduzione di A. Concato Cavazzani, ill.ni di L. Dinelli, Milano, AMZ, 1960.
- L'isola del tesoro, traduzione di Aldo Fulizio, Collana Maestri n.138, Catania, Edizioni Paoline, 1962, 1990.
- L'isola del tesoro, traduzione di Bruno Paltrinieri, ill.ni di Tabet, Milano, Fabbri Editori, 1963.
- L'isola del tesoro, traduzione di Marinella Pagura, Collana dell'avventura n.28, Milano, Fabbri Editori, 1965.
- L'isola del tesoro, collana Classici per ragazzi, traduzione di Mario Mirandoli, illustrazioni di Cristiana Roma, Firenze, Vallecchi, 1971, 1974.
- L'isola del tesoro, traduzione di Renato Prinzhofer, Collana I Grandi Libri n.127, Milano, Garzanti, 1975.
- L'isola del tesoro, traduzione di Libero Bigiaretti, Firenze, Giunti-Marzocco, 1977.
- L'isola del tesoro, traduzione di Rossana Valeri Guarnieri, ill.ni di Libico Maraja, Bergamo, Janus, 1973. - Milano, Rizzoli, 1984; Collana I Cristalli, Milano, Fabbri Editori, 1984; Collana I capolavori di Gulliver, Santarcangelo di Romagna, Opportunity Books, 1995, ISBN 978-88-812-9002-4.
- L'isola del tesoro, a cura di Edoardo Lugarini, Collana I Classici della Narrativa, Milano, Bruno Mondadori, 1984.
- L'isola del tesoro, traduzione di Margherita Mara, Collana Biblioteca. I giovani bibliofili, Sesto San Giovanni (Milano), Aldo Peruzzo Editore, 1986.
- L'isola del tesoro, traduzione di Elena De Angeli, a cura di Emilia Dellepiane, Collana Narrativa scuola Feltrinelli/Loescher n.27, Torino, Loescher, 1987, ISBN 978-88-201-1648-4.
- L'isola del tesoro, collana Classici, traduzione di Mauro Imbimbo, Novara, De Agostini, 1989.
- L'isola del tesoro, traduzione di Lodovico Terzi, Collana Biblioteca n.229, Milano, Adelphi, 1990,  p. 292. - a cura di Lorenzo Ruggiero, Casale Monferrato, Marietti scuola, 1992; a cura di A.R. Guerriero, Collana Letture. Eolo, Firenze, La Nuova Italia, 1994; Collana gli Adelphi n.139, Adelphi, 1998.
- L'isola del tesoro, collana Storie e rime n.402, traduzione di Laura Pelaschiar, illustrazioni di George Roux, San Dorligo della Valle (Trieste), Einaudi Ragazzi, 1991, 2010, ISBN 978-88-792-6803-5.
- L'isola del tesoro, traduzione di Richard Ambrosini, Introduzione di Francesco Binni, Collana I grandi libri, Milano, Garzanti, 1996, ISBN 978-88-113-6735-2. - A cura di Salvatore Rosati, Collana GUM n.282, Mursia, Milano, 1996.
- L'isola del tesoro, traduzione di Laura Gangemi, illustrazioni di François Place, Collana I classici del Battello a Vapore n.5, Casale Monferrato, Milano, Piemme, 1996-2025, ISBN 978-88-566-7323-4.
- L'isola del tesoro, traduzione di Lilla Maione, Prefazione di Domenico Scarpa, Collana UEF. I Classici n. 2157, Milano, Feltrinelli, marzo 2001,  p. 270. - Milano, Gribaudo, 2016.
- L'isola del tesoro, traduzione di Alessandra Osti, Introduzione di Richard Ambrosini, Collana Ottocento n.123, Roma, Gruppo L'Espesso-La Repubblica, 25 maggio 2004, ISBN 88-89145-23-4.
- L'isola del tesoro, traduzione di A. Di Palermo, Elledici, 2005, ISBN 978-88-010-3377-9. - Piccoli, 2015.
- L'isola del tesoro, traduzione di Michele Mari, Collana BUR Ragazzi n.4, Milano, Rizzoli, 2012, ISBN 978-88-170-5877-3.
- L'isola del tesoro, traduzione di Massimo Bocchiola, Collana Supercoralli, Torino, Einaudi, 2014. - con un saggio di Pietro Citati, Collana ET Classici, Einaudi, 2015.
- L'isola del tesoro, traduzione di Francesca Mazzurana, illustrazioni di Étienne Friess, Milano, Rizzoli, 2021.
- L'isola del tesoro, traduzione di M. Caballero, Intra, 2022, ISBN 979-12-599-1410-1.

### Versioni ridotte e condensate
- L'isola del tesoro, traduzione di Bruno Paltrinieri, Milano, Fabbri Editori, 1952.
- L'isola del tesoro, traduzione di Alberto Manzi, Brescia, La Scuola.
- L'isola del tesoro, traduzione di A. Visconti, ill.ni di Serenella Del Vita, Ozzano Emilia, Malipiero, 1985.
- L'isola del tesoro, traduzione di Beatrice Masini, Collana Classici da ascoltare, Milano, Fabbri Editori, 2004, ISBN 978-88-451-0727-6.
- L'isola del tesoro, traduzione di Camilla De Bartolomeo, Torino, Lattes, 2012, ISBN 978-88-804-2781-0. - Roma, Biancoenero, 2024.